# Hypsosinga vaulogeri
Hypsosinga vaulogeri är en spindelart som först beskrevs av Simon 1909.  Hypsosinga vaulogeri ingår i släktet Hypsosinga och familjen hjulspindlar.
Artens utbredningsområde är Vietnam. Inga underarter finns listade i Catalogue of Life.